# Kneislovka
Kneislovka je název usedlosti čp. 2339 v Praze-Břevnově v Atletické ulici, v těsné blízkosti usedlosti Hybšmanka. Původně náležela do katastru Smíchova s čp. 114. Usedlost je památkou od roku 1964.

## Historie

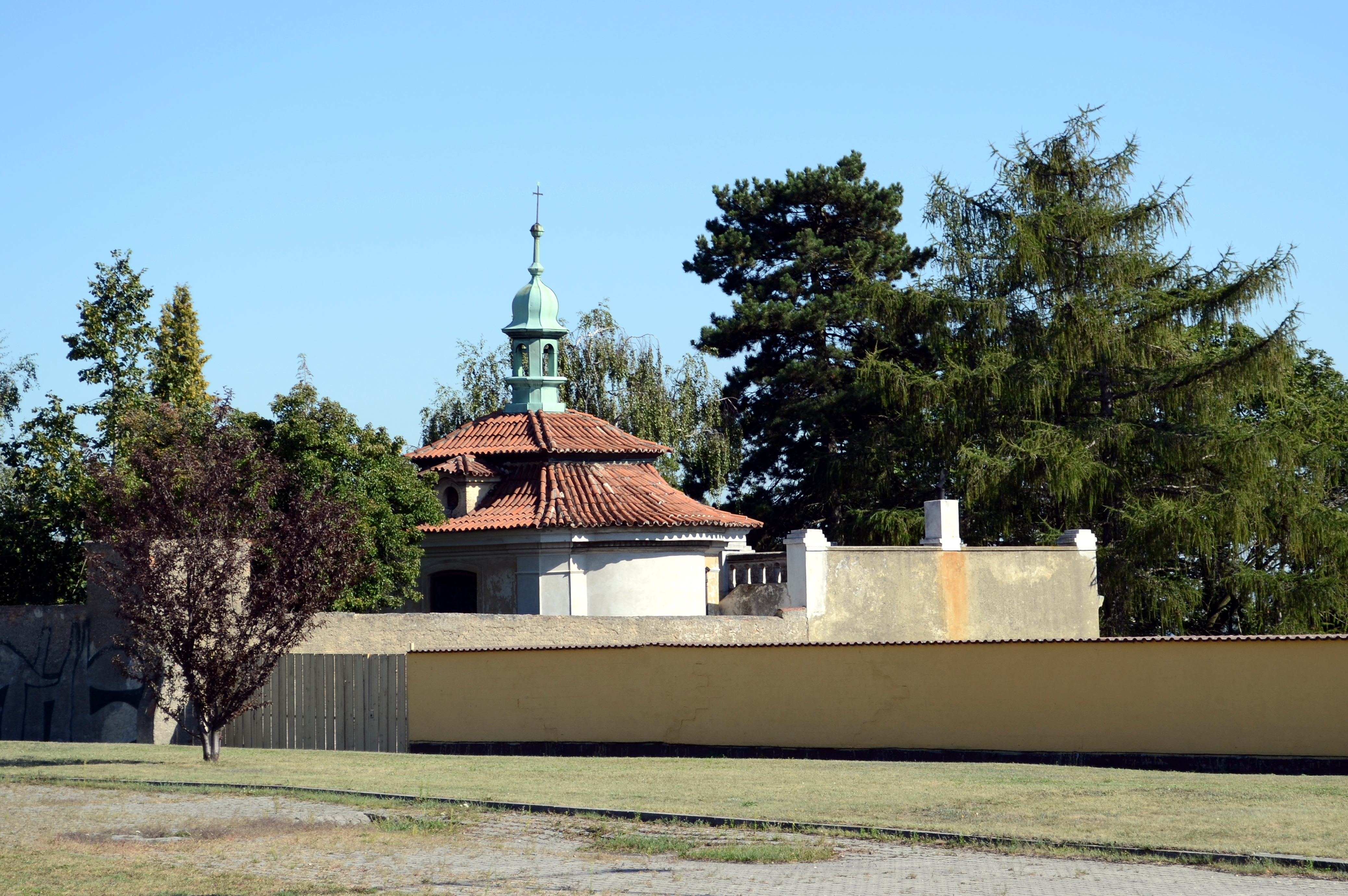
Kaple sv. Jana Nepomuckého v zahradě usedlosti Kneislovka

Usedlost dostala svůj název po Johanu Andreasovi Kneyslovi. Tento doktor teologie působící u svatého Víta se stal majitelem usedlosti a přilehlé vinice roku 1774 a po požáru o čtyři roky později ji obnovil v barokní podobě.
Dnes je budova v soukromém vlastnictví a slouží k obytným účelům. Fasáda budovy je klasicistní, ohradní zeď s klenutou bránou je barokní.

### Kaple svatého Jana Nepomuckého
V severozápadním rohu zahrady se nachází barokní kaple sv. Jana Nepomuckého. Byla postavena roku 1724 tehdejším majitelem usedlosti Zdeňkem Chřepickým z Modlíškovic, kanovníkem u sv. Víta. Mše zde byly slouženy až do roku 1873.